# 與那嶺清
與那嶺 清（よなみね きよし、1956年5月27日  - ）は、日本の実業家。オリオンビール株式会社代表取締役社長や、沖縄県経営者協会副会長を務めた。

## 人物・経歴
沖縄県出身。1980年琉球大学法文学部卒業、オリオンビール入社。営業企画部長を経て、2005年執行役員営業企画部長。2007年取締役営業企画部長に昇格。2008年取締役総務部長。2011年取締役総務管理本部長。2012年常務取締役管理部門担当。2017年から代表取締役社長を務め、アジアや北アメリカなどでの販売強化にあたった。2018年沖縄県経営者協会副会長。2019年オリオンビール取締役副会長。